# Ertmann Peter Bonnesen

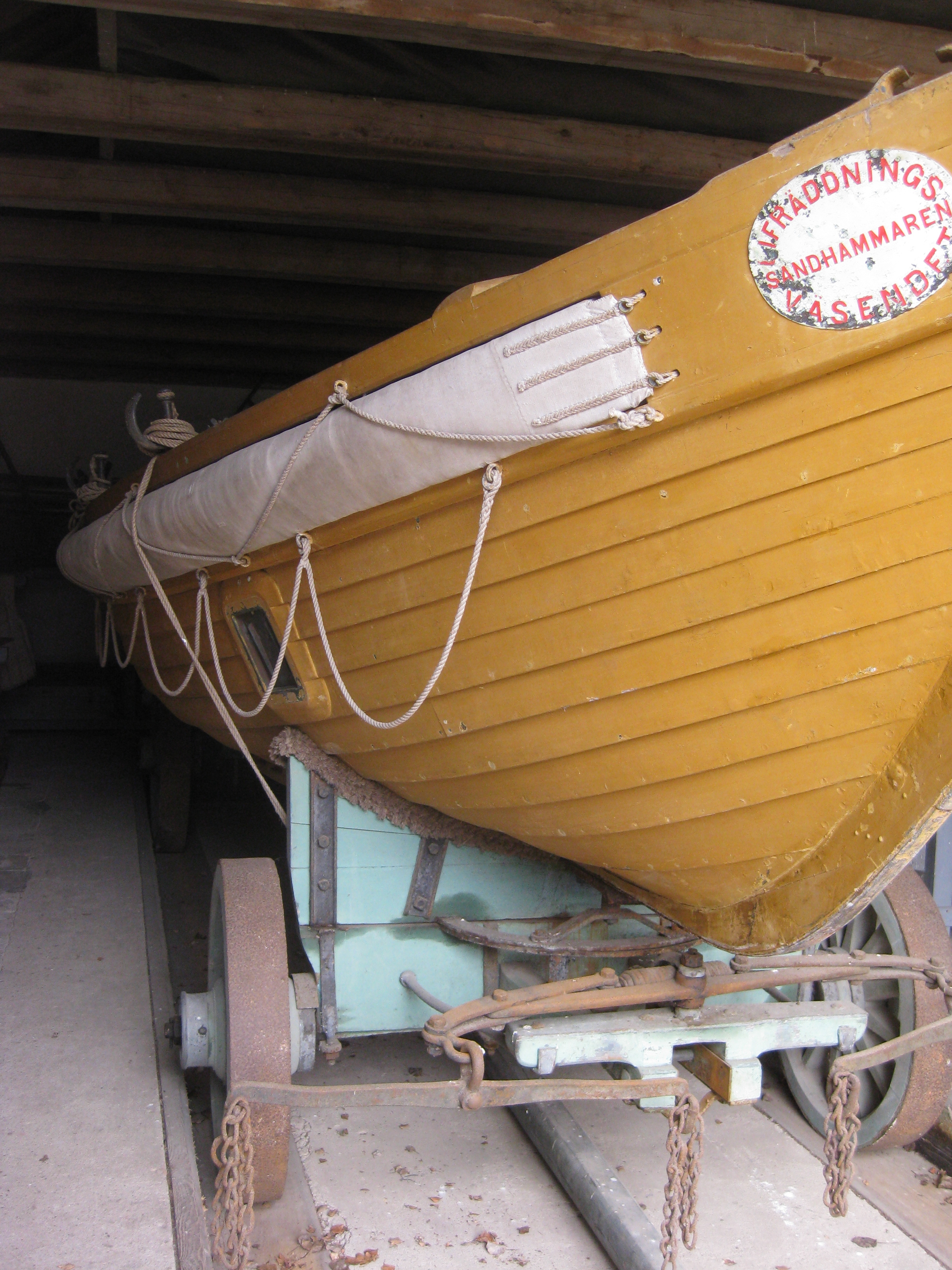
Sandhammarens räddningsbåt, byggd av Ertmann Peter Bonnesen 1855

Ertmann Peter Bonnesen, född 1809, död 1 augusti 1877, var en dansk skeppsbyggare. Han tillhörde en skeppsbyggarsläkt. Han var bror till båtbyggarna Niels och Lambert Bonnesen, som bedrev båtbyggeri i Ålborg.
Ertmann Peter Bonnesen hade sitt varv i Christianshavn i Köpenhamn. Han blev känd för sina segelbåtar samt för sjöräddningsbåtar, som först byggdes för den danske sjöräddningspionjären Christopher Berent Claudi. Bonnesen hade studerat tillverkning av räddningsbåtar i England. Sveriges första sjöräddningsbåt, som levererades 1855 till den nyinrättade räddningsstationen i Mälarhusen nära Sandhammaren, byggdes på hans varv. Den finns bevarad på Sandhammarens räddningsstation.
Han var gift med Claudine Marie Tøndering (1811–1886). Paret hade bland andra sonen, maskiningenjörenen Erdmann Peter Bonnesen.